# Herrarnas fristående i gymnastik vid olympiska sommarspelen 1992
Herrarnas fristående i gymnastik vid olympiska sommarspelen 1992 avgjordes den 27 juli-2 augusti i Palau d'Esports de Barcelona.

## Medaljörer
| Gren                 | Guld               | Silver                | Brons        |
| Herrarnas fristående | Li Xiaoshuang Kina | Yukio Iketani Japan   | Ingen utsedd |
| Herrarnas fristående | Li Xiaoshuang Kina | Hryhorij Misiutin OSS | Ingen utsedd |

## Resultat

### Final
| Placering | Gymnast                 | Poäng |
| --------- | ----------------------- | ----- |
|           | Li Xiaoshuang (CHN)     | 9.925 |
|           | Yukio Iketani (JPN)     | 9.787 |
|           | Hryhorij Misiutin (EUN) | 9.787 |
| 4         | Yoo Ok Ryul (KOR)       | 9.775 |
| 5         | Yutaka Aihara (JPN)     | 9.737 |
| 6         | Vitalj Stjerbo (EUN)    | 9.712 |
| 7         | Andreas Wecker (GER)    | 9.687 |
| 8         | Li Chunyang (CHN)       | 9.387 |